# Benjamin Jennebo
Benjamin Jennebo, folkbokförd som Nils Benjamin Larsson Jennebo, född 29 oktober 1987 i Mikaels församling, Örebro län, är en svensk gitarrist och låtskrivare, samt medlem i rock- och metalbandet Smash Into Pieces. Bandet tog sig direkt till finalen av Melodifestivalen 2023 med bidraget "Six Feet Under", detta efter att ha framfört det i den fjärde och sista deltävlingen i Malmö den 25 februari. Bandet deltog även i Melodifestivalen 2024, denna gång med bidraget "Heroes Are Calling". Deras bidrag tog sig direkt vidare till finalen, från den första deltävlingen i Malmö, den 3 februari.
År 2020 var Benjamin Jennebo med och skrev Victor Crones melodifestivalsbidrag "Troubled Waters". Bidraget skrevs också av Dino Medanhodzic och av Crone själv.

## Låtar

### Melodifestivalen
- 2020 – Troubled Waters med Victor Crone (skriven tillsammans med Dino Medanhodzic och Victor Crone).
- 2023 – Six Feet Under med Smash Into Pieces (skriven tillsammans med Andreas Lindbergh, Chris Adam, Jimmy "Joker" Thörnfeldt, Joy Deb, Linnea Deb och Per Bergquist).[4]
- 2024 – Heroes Are Calling med Smash Into Pieces (skriven tillsammans med Andreas Lindbergh, Chris Adam Hedman Sörbye, Jimmy Thörnfeldt, Joy Deb, Linnea Deb, Per Bergquist.[5]